# Міттуа
Міттуа́ (фр. Mittois) — колишній муніципалітет у Франції, у регіоні Нормандія, департамент Кальвадос. Населення — 164 осіб (2011).
Муніципалітет був розташований на відстані близько 175 км на захід від Парижа, 35 км на південний схід від Кана.

## Історія
До 2015 року муніципалітет перебував у складі регіону Нижня Нормандія. Від 1 січня 2016 року належав до нового об'єднаного регіону Нормандія.
1 січня 2017 року Міттуа, Буасе, Бреттвіль-сюр-Дів, Євіль, Монв'єтт, Л'Удон, Увіль-ла-Б'ян-Турне, Сент-Маргерит-де-В'єтт, Сен-Жорж-ан-Ож, Сен-П'єрр-сюр-Дів, Тьєвіль, Водлож i В'є-Пон-ан-Ож було об'єднано в новий муніципалітет Сен-П'єрр-ан-Ож.

## Демографія
Динаміка населення (INSEE ):
Розподіл населення за віком та статтю (2006):
| Стать | Всього | До 15 років | 15-24 | 25-44 | 45-64 | 65-85 | Понад 85 |
| --- | ------ | ----------- | ----- | ----- | ----- | ----- | -------- |
| Чоловіки | 88     | 28          | 4     | 28    | 8     | 20    | 0        |
| Жінки | 92     | 12          | 12    | 12    | 36    | 20    | 0        |
| \| Статево-вікова піраміда \| Статево-вікова піраміда \| Статево-вікова піраміда \| \| ----------------------- \| ----------------------- \| ----------------------- \| \| Чоловіки \| Вік \| Жінки \| \| 0 \| 85 + \| 0 \| \| 0 \| 80-84 \| 0 \| \| 0 \| 75-79 \| 0 \| \| 8 \| 70-74 \| 8 \| \| 12 \| 65-69 \| 12 \| \| 0 \| 60-64 \| 12 \| \| 0 \| 55-59 \| 8 \| \| 8 \| 50-54 \| 4 \| \| 0 \| 45-49 \| 12 \| \| 4 \| 40-44 \| 0 \| \| 12 \| 35-39 \| 12 \| \| 4 \| 30-34 \| 0 \| \| 8 \| 25-29 \| 0 \| \| 0 \| 20-24 \| 8 \| \| 4 \| 15-20 \| 4 \| \| 8 \| 10-14 \| 4 \| \| 12 \| 5-9 \| 8 \| \| 8 \| 0-4 \| 0 \| |        |             |       |       |       |       |          |
| Статево-вікова піраміда |        |             |       |       |       |       |          |
| Чоловіки | Вік    | Жінки       |       |       |       |       |          |
| 0 | 85 +   | 0           |       |       |       |       |          |
| 0 | 80-84  | 0           |       |       |       |       |          |
| 0 | 75-79  | 0           |       |       |       |       |          |
| 8 | 70-74  | 8           |       |       |       |       |          |
| 12 | 65-69  | 12          |       |       |       |       |          |
| 0 | 60-64  | 12          |       |       |       |       |          |
| 0 | 55-59  | 8           |       |       |       |       |          |
| 8 | 50-54  | 4           |       |       |       |       |          |
| 0 | 45-49  | 12          |       |       |       |       |          |
| 4 | 40-44  | 0           |       |       |       |       |          |
| 12 | 35-39  | 12          |       |       |       |       |          |
| 4 | 30-34  | 0           |       |       |       |       |          |
| 8 | 25-29  | 0           |       |       |       |       |          |
| 0 | 20-24  | 8           |       |       |       |       |          |
| 4 | 15-20  | 4           |       |       |       |       |          |
| 8 | 10-14  | 4           |       |       |       |       |          |
| 12 | 5-9    | 8           |       |       |       |       |          |
| 8 | 0-4    | 0           |       |       |       |       |          |

## Економіка
2010 року серед 99 осіб працездатного віку (15—64 років) 68 були активними, 31 — неактивною (показник активності 68,7%, у 1999 році було 55,4%). З 68 активних мешканців працювало 65 осіб (30 чоловіків та 35 жінок), безробітними було 3 (2 чоловіки та 1 жінка). Серед 31 неактивної 6 осіб було учнями чи студентами, 6 — пенсіонерами, 19 були неактивними з інших причин.

У 2010 році в муніципалітеті числилось 55 оподаткованих домогосподарств, у яких проживали 153,0 особи, медіана доходів виносила 18 051 євро на одного особоспоживача